# NA Hussein Dey
NA Hussein Dey (franska: Nasr Athlétique de Hussein Dey) är en sportklubb från Hussein Dey, en stadsdel i Alger, Algeriet. Klubben grundades år 1947 och är mest känd för sitt fotbollslag, som har spelat många säsonger i Algeriets högsta division, Ligue Professionnelle 1.

## Historia
NA Hussein Dey bildades i en tid när fotboll i Algeriet var starkt kopplad till kampen mot fransk kolonialism. Många klubbar, inklusive NAHD, spelade en viktig roll i att främja nationell identitet bland unga algerier.
Klubben blev snabbt känd för sin offensiva spelstil och sin talangutveckling. Under 1970-talet nådde laget flera framgångar, både nationellt och internationellt. År 1978 nådde NA Hussein Dey finalen i den afrikanska Cupvinnarcupen (idag en del av CAF Confederation Cup), där de förlorade mot Horoya AC från Guinea.

## Meriter
Algeriska mästerskapet:
- Silver: 1967, 1973[5]

Algeriska cupen:
- Vinnare: 1979[6]
- Finalist: flera gånger

Afrikanska cupvinnarcupen:
- Finalist: 1978[4]

## Kända spelare
Klubben är känd för att ha fostrat många av Algeriets största fotbollstalanger, inklusive:
- Rabah Madjer – anfallare som bland annat vann Europacupen (nuvarande Champions League) med FC Porto.[7]
- Ali Fergani – tidigare landslagsspelare och tränare.[8]
- Mahmoud Guendouz – landslagsback under 1980-talet.[9]

## Övriga sektioner
Förutom fotboll har NA Hussein Dey även sektioner för andra sporter, bland annat handboll och basket.

## Arena
Klubben spelar sina hemmamatcher på Stade du 20 Août 1955, som har plats för cirka 10 000 åskådare.